# 무명객
무명객은 한국에서 제작된 김시현 감독의 1977년 영화이다. 모사성 등이 주연으로 출연하였고 이전철 등이 제작에 참여하였다.

## 출연

### 주연
- 모사성
- 김지혜
- 이예민
- 김기수

## 제작진
- 미술: 조경환